# 鍾伯毅
鍾伯毅（1880年—1962年），湖南藍山人，清朝及中華民國政治人物。

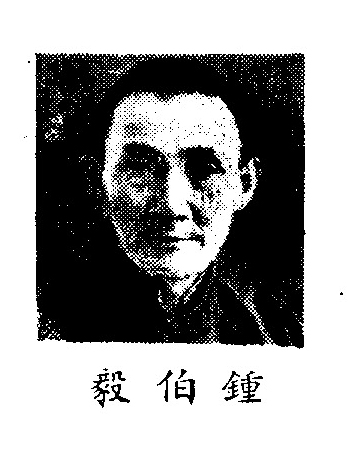

## 生平
歷任清朝湖南諮議局駐會議員。民國元年（1911年），當選為民元國會眾議院議員。1917年，參加廣州護法非常國會。1920年，促成了吳佩孚自衡陽撤軍。1921年，任湖南省財政廳長（當時省長為趙恆惕），支持聯省自治，制訂《湖南省憲法》。後來出席了段祺瑞召開的善後會議。1934年，作爲湖南省政府主席何鍵的私人代表駐廬山與蔣中正聯絡。隨後任禁煙委員會委員，安徽、四川等省禁煙特派員。1946年，任制憲國民大會代表。1949年，到臺灣，信仰佛教。1962年去世。

## 著作
- 郭廷以 沈雲龍 謝文孫 劉鳳翰，鍾伯毅先生訪問紀錄，臺北：中央研究院近代史研究所，1992年
- 鍾伯毅·邓家彦口述自传，北京：中国大百科全书出版社，2009年